# Matthias Niedobitek
Matthias Niedobitek (* 10. April 1961 in Berlin) ist ein deutscher Rechtswissenschaftler.

## Leben
Von 1980 bis 1985 studierte er Rechtswissenschaft an der FU Berlin (1985 erste juristische Staatsprüfung vor dem Justizprüfungsamt Berlin, juristischer Vorbereitungsdienst des Landes Baden-Württemberg (1985–1988), 1988 zweite juristische Staatsprüfung vor dem Landesjustizprüfungsamt Baden-Württemberg). Nach der Promotion 1992 an der Hochschule für Verwaltungswissenschaften Speyer und der Erteilung 2000 der Lehrbefugnis für das Gebiet Öffentliches Recht, Europarecht, Völkerrecht durch den Senat der Deutschen Hochschule für Verwaltungswissenschaften Speyer ist er seit 2001 Inhaber der Professur Europäische Integration an der TU Chemnitz.

## Schriften (Auswahl)
- mit Siegfried Magiera, Detlef Merten und Karl-Peter Sommermann (Hrsg.): Schriften zum Europäischen Recht. Duncker & Humblot, Berlin.
- Kultur und Europäisches Gemeinschaftsrecht. Berlin 1992, ISBN 3-428-07445-9.
- Pläne und Entwicklung eines Europas der Bürger. Zwischenbericht. Speyer 1992.
- Die Beziehungen der Europäischen Union zu Russland. Speyer 1997, ISBN 3-932112-05-9.
- Das Recht der grenzüberschreitenden Verträge. Bund, Länder und Gemeinden als Träger grenzüberschreitender Zusammenarbeit. Tübingen 2001, ISBN 3-16-147447-3.
- Die Europäische Union als Wertegemeinschaft. Forschungssymposium zu Ehren von Siegfried Magiera. (= Schriften zum Europäischen Recht. Band 162). Duncker & Humblot, Berlin 2013, ISBN 978-3-428-14176-0.
- Landesgrundrechte in Sachsen. In: D. Merten, H. J. Papier (Hrsg.): Handbuch der Grundrechte in Deutschland und Europa: Landesgrundrechte in Deutschland. Heidelberg 2017, ISBN 978-3-8114-8881-6.
- Europarecht: Grundlagen und Politiken der Union. Berlin 2019, ISBN 978-3-11-049689-5.